# Cochleanthes amazonica
Warczewiczella amazonica là một loài lan.
 Tư liệu liên quan tới Warczewiczella amazonica tại Wikimedia Commons

## Hình ảnh

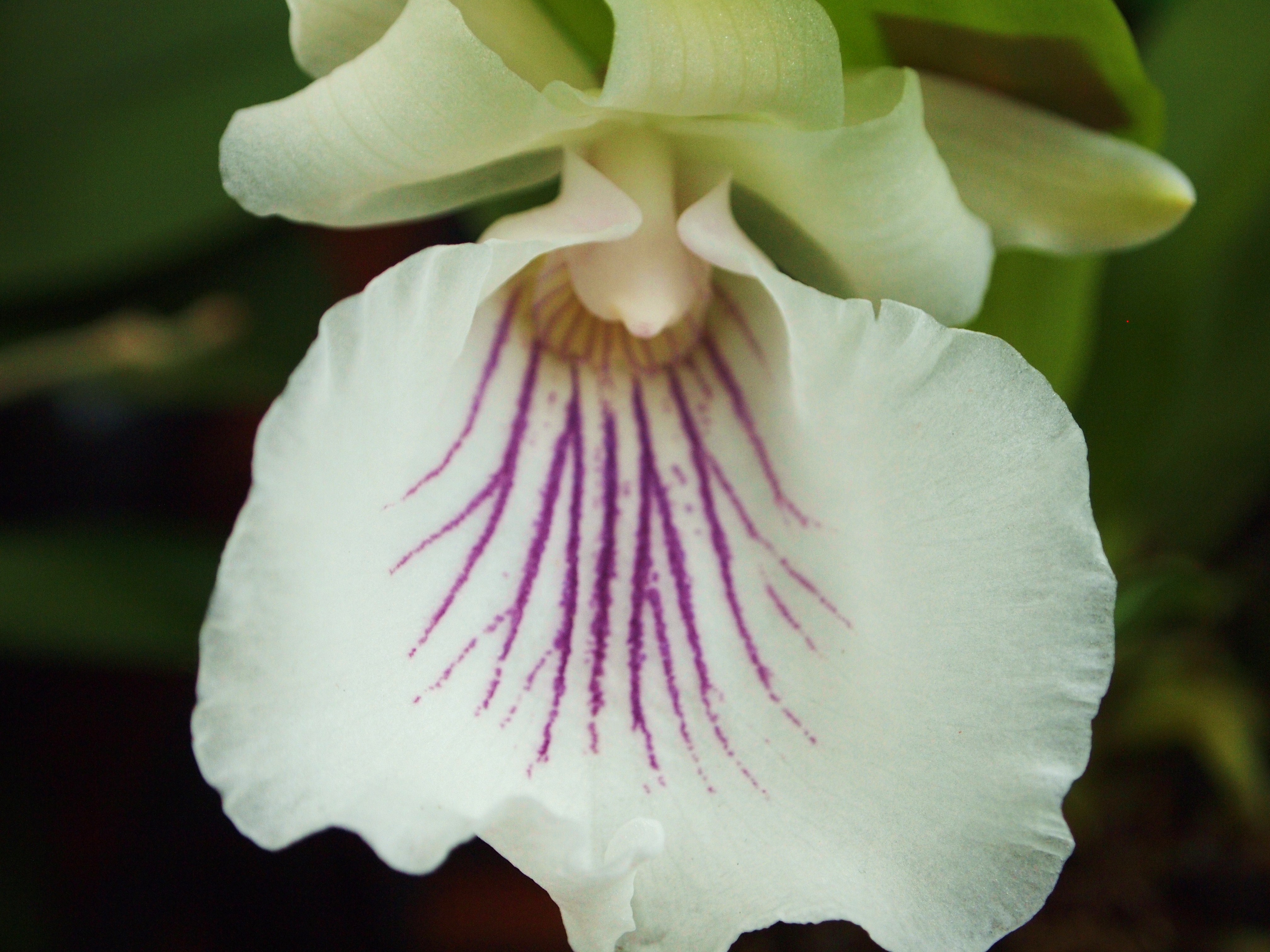
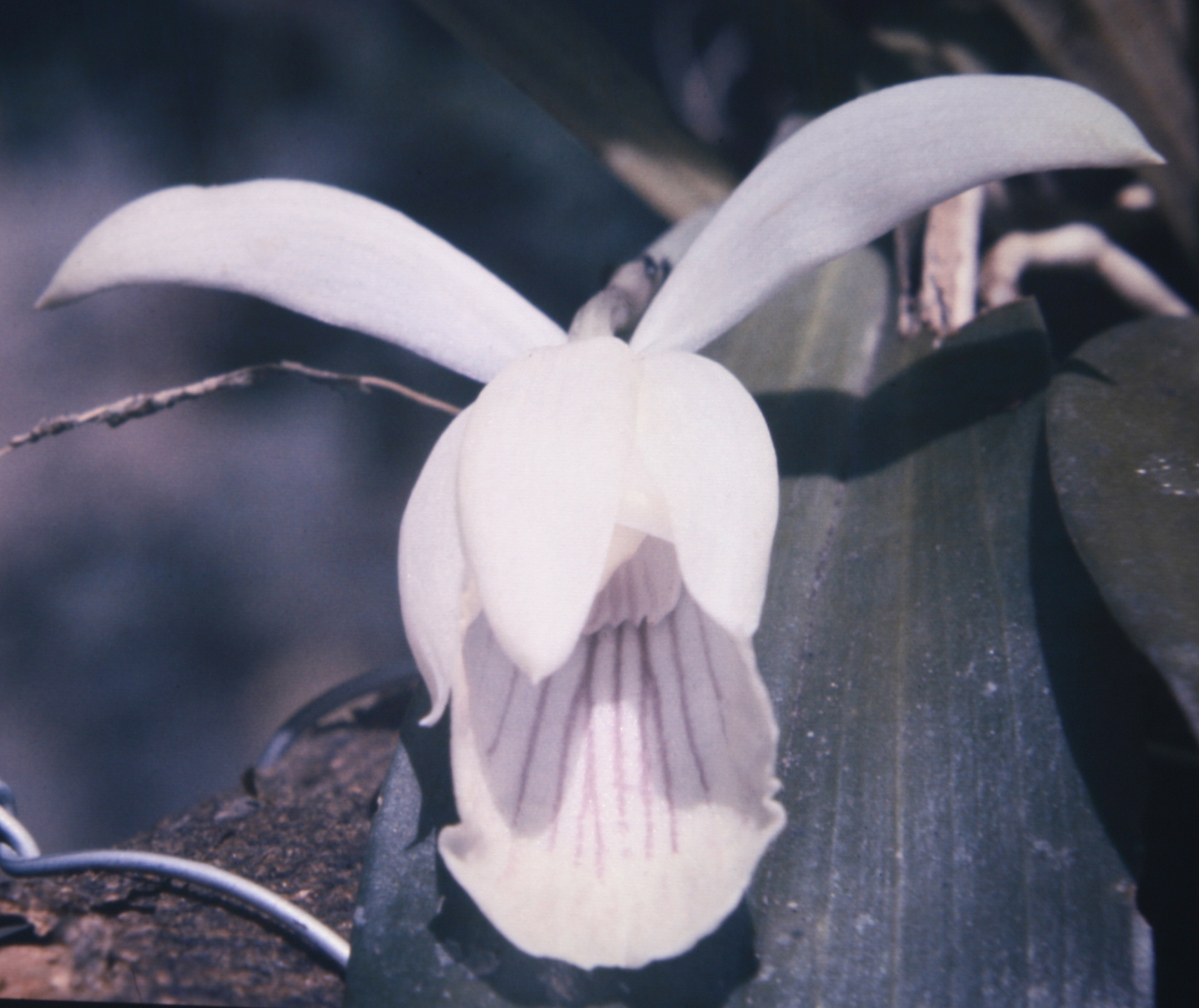
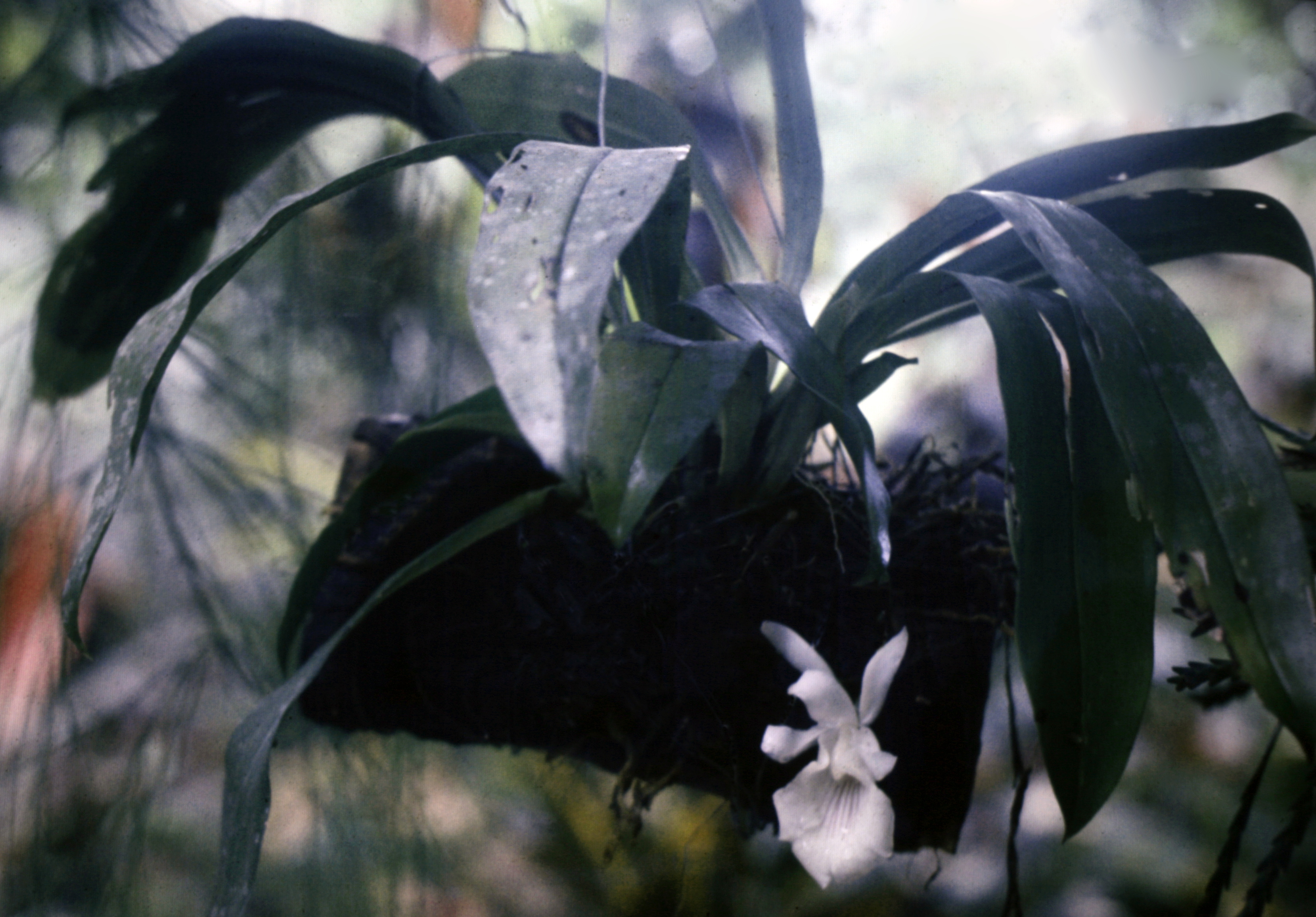
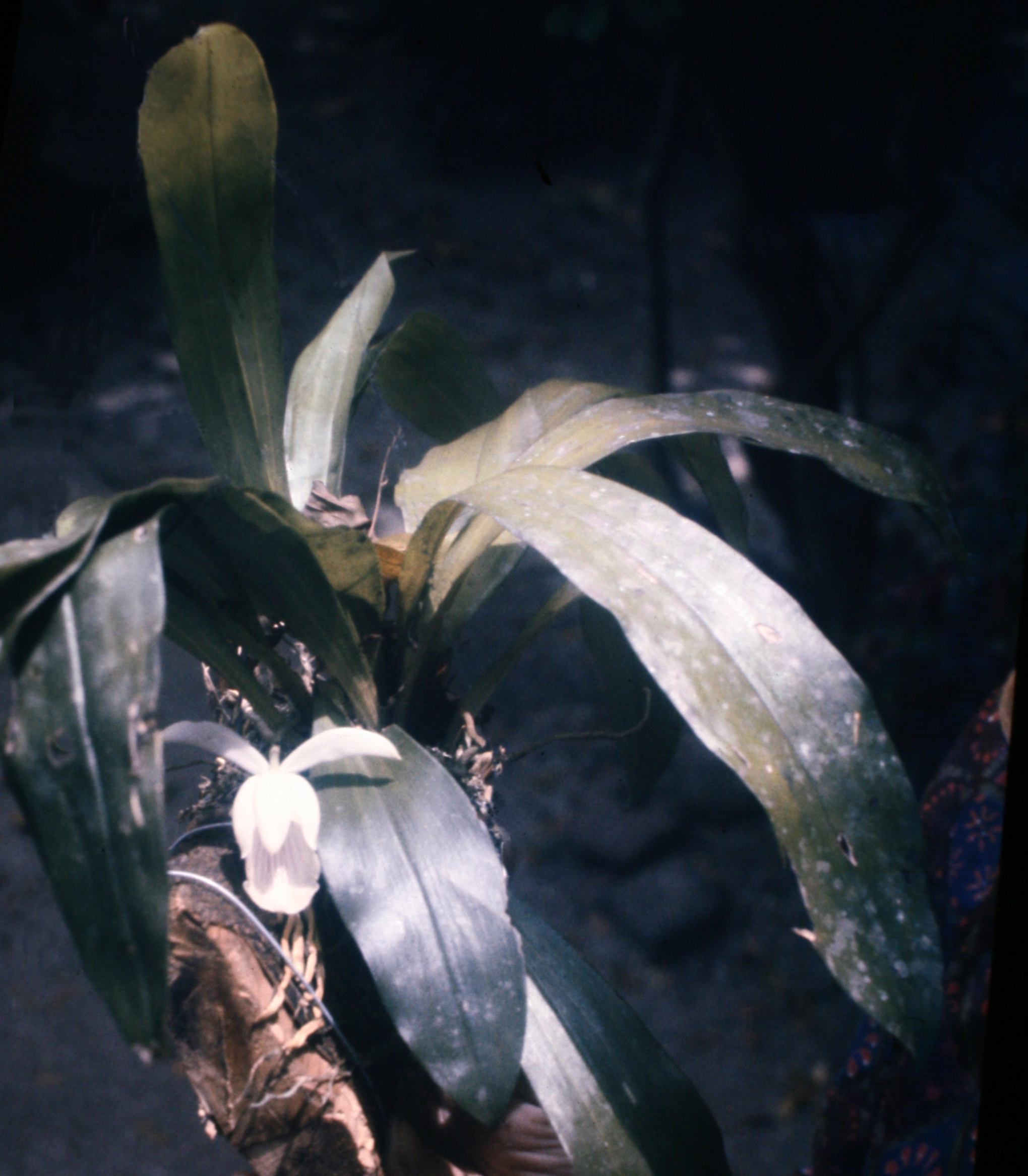